# Ивахновка (Краснопольский район)
Ивахновка (укр. Івахнівка) — село,
Великобобрикский сельский совет,
Краснопольский район,
Сумская область,
Украина.
Код КОАТУУ — 5922380802. Население по переписи 2001 года составляло 9 человек .

## Географическое положение
Село Ивахновка находится на одном из истоков реки Боромля,
ниже по течению на расстоянии в 2 км расположено село Ясенок.